# Miloslava Vrbová-Štefková
Miloslava Vrbová-Štefková (11. listopadu 1909 Žinkovy – 1991 Freudenstadt) byla česká malířka známá postimpresionistickými obrazy, hlavně s tematikou baletu. V roce 1964 emigrovala a usadila se v Německu. Specializovala se na olejomalbu a znázorňovala témata z baletů Národního divadla v Praze. Vytvořila monumentální cyklus olejomaleb nazvaný „Labutí jezero“. Svá díla vystavovala například v Salcburku, Mnichově, Kodani, Lucernu, Curychu, Bernu, Stuttgartu, Oberstdorfu, Barceloně a Montréalu. V 70. letech 20. století portrétovala členy rodiny prezidenta Spojených států amerických Ronalda Reagana.

## Biografie
Miloslava Vrbová-Štefková se narodila 11. listopadu 1909 v Žinkovech u Nepomuku jako nejmladší dítě v učitelské rodině. Po absolvování reálného gymnázia v Plzni studovala v Praze na Ukrajinské akademii a na Akademii výtvarných umění v ateliéru Maxe Švabinského (1932–1938). Souběžně studovala v Paříži na Akademii Beaux-Arts a u Františka Kupky (1937–1938).
Svá první díla veřejně představila v roce 1940 v Brně, kde vystavovala spolu se sochařem Jindřichem Wielgusem v pavilonu Aleš. O dva roky později se přestěhovala do Prahy a ve výstavní síni Melantrich uspořádala svou první soubornou výstavu s názvem „Paříž“. Po osvobození Československa se specializovala hlavně na olejomalbu a inspirovala se baletními představeními Národního divadla v Praze. V roce 1951 vystavovala jako členka spolku Aleš v galerii Platýz, kde se věnovala tématu „Labutí jezero“.
V roce 1964 se její tvorba poprvé dostala do zahraničí – vystavovala ve Vídni, Luzernu a Curychu. Ve stejném roce odešla do exilu a usadila se v Německu. V 70. letech 20. století portrétovala rodinu amerického prezidenta Ronalda Reagana, za což obdržela osobní poděkování z Bílého domu. V 80. letech pravidelně každoročně vystavovala ve Freudenstadtu, kde nakonec v roce 1991 zemřela. Těsně před smrtí se ještě setkala se svými blízkými z Čech, kam se po celou dobu exilu toužila vrátit.

## Dílo
Kromě baletních scén a portrétů malovala také krajiny a pražské městské motivy, náboženské výjevy, zátiší a květiny. Cyklus olejomaleb „Labutí jezero“ zdobí pracovnu šéfa baletu Národního divadla v Praze. Žinkovskému kostelu věnovala dílo na téma ukřižování Krista. Na obecním úřadě v rodných Žinkovech se nachází olejomalba „Žinkovy od Korun“.

## Výstavy
- 1940 Brno
- 1952 a 1953 Karlovy Vary
- 1956, 1958 a 1961 Praha
- 1958 Františkovy Lázně
- 1958 Chvaletice
- 1958 Cheb
- 1959 Plzeň
- 1959 Mariánské Lázně
- 1962 Domažlice
- 1964 Vídeň
- 1964 Luzern
- 1964 Curych
- 1965–1968 Salcburk
- 1966 Mnichov
- 1966 Kodaň
- 1967 Lucern a Curych
- 1967 Bern
- 1968 Stuttgart
- 1969 Oberstdorf
- 1969 Barcelona
- 1969 Montréal